# Clive Granger
Clive William John Granger, född 4 september 1934 i Swansea, Wales, död 27 maj 2009 i San Diego, Kalifornien, var en brittisk nationalekonom, mottagare av Sveriges Riksbanks pris i ekonomisk vetenskap till Alfred Nobels minne år 2003.
Han tilldelades priset med motiveringen "för metoder att analysera ekonomiska tidsserier med samvarierande trender (kointegration)". Han delade priset med Robert F. Engle.
Granger tog doktorsexamen från University of Nottingham 1959. Han var professor emeritus i nationalekonomi vid University of California i San Diego, USA. 
Många makroekonomiska variabler växer med en slumpmässig trend, så att en tillfällig störning i exempelvis BNP dröjer kvar på lång sikt. Sådana tidsserier kallas icke-stationära, till skillnad från de stationära som inte växer över tiden, utan rör sig kring ett givet värde. Granger visade tidigt att statistiska metoder för stationära tidsserier kunde ge helt missvisande slutsatser vid analys av icke-stationära data. Hans stora upptäckt var att specifika kombinationer av icke-stationära tidsserier kan uppträda stationärt och därmed tillåta statistiska slutsatser. Granger kallade detta kointegration. Han utvecklade metoder som visat sig särskilt viktiga i system där den kortsiktiga dynamiken påverkas av stora slumpmässiga störningar, samtidigt som de långsiktiga variationerna begränsas av ekonomiska jämviktsrelationer, till exempel sambandet mellan förmögenhet och konsumtion, växelkurser och prisnivåer eller korta och långa räntor.

## Utmärkelser
- Ekonomie hedersdoktor vid Handelshögskolan i Stockholm (ekon. dr. h.c.) 1998